# Albert Marchais de la Berge
Albert Marchais de la Berge est un journaliste et homme politique français né le 21 juin 1845 à Paris et décédé le 11 juillet 1894 à Paris.

## Biographie
Opposant sous l'Empire, où il est emprisonné un mois à la suite de l'affaire dite "du café de la Renaissance", il collabore à divers journaux politiques. Député de la Loire de 1888 à 1889, siégeant au groupe de la Gauche républicaine. Battu en 1889, il est élu sénateur de la Loire en 1891 et meurt en cours de mandat, en 1894.
Il avait publié en 1881 un ouvrage intitulé En Tunisie - Récit de l'expédition française.

## Sources
- « Albert Marchais de la Berge », dans Adolphe Robert et Gaston Cougny, Dictionnaire des parlementaires français, Edgar Bourloton, 1889-1891 [détail de l’édition]
- « Albert Marchais de la Berge », dans le Dictionnaire des parlementaires français (1889-1940), sous la direction de Jean Jolly, PUF, 1960 [détail de l’édition]